# Малая Зубовщина
Ма́лая Зу́бовщина (укр. Мала Зубівщина) — село в Коростенской городской общине Житомирской области Украины. Основано в 1870 году.
Код КОАТУУ — 1822383001. Население по переписи 2001 года составляет 580 человек. Почтовый индекс — 11535. Телефонный код — 4142. Занимает площадь 2,157 км².
В 1946 году указом ПВС УССР село Колония-Зубовщина переименовано в Малую Зубовщину.

## Галерея

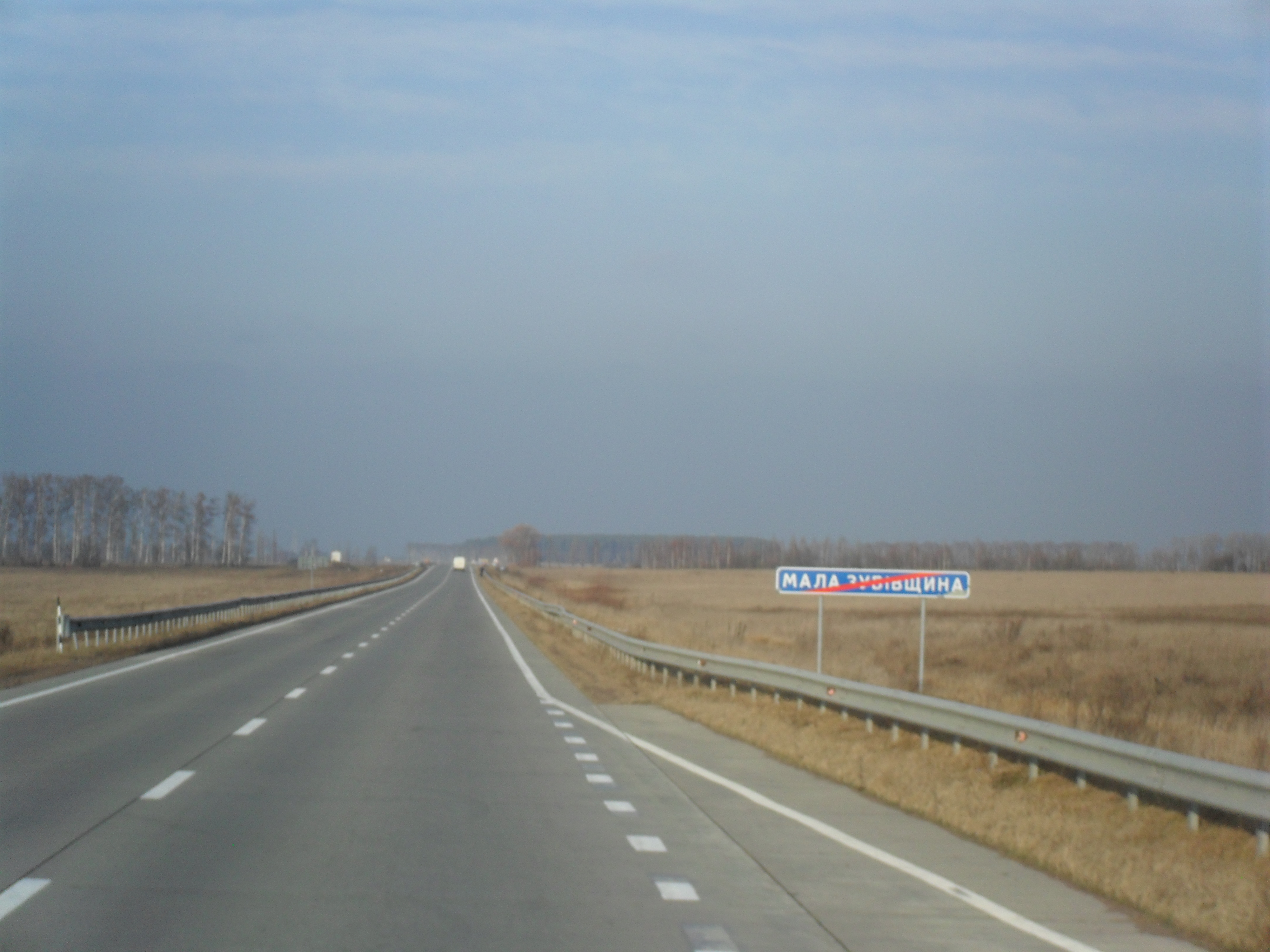
Дорожный указатель при выезде из села